# Ministère Armand-Emmanuel du Plessis de Richelieu (2)
Pour les articles homonymes, voir Ministère Armand-Emmanuel du Plessis de Richelieu.
Restauration
Ministère Decazes Ministère Villèle
Le second ministère Armand-Emmanuel du Plessis de Richelieu dure du 20 février 1820 au 14 décembre 1821, sous le règne de Louis XVIII. Il succède au ministère Decazes, isolé politiquement, après l'assassinat du duc de Berry.

## Composition

### Présidence du Conseil
| Fonction                           | Image               | Nom                                          |
| ---------------------------------- | ------------------- | -------------------------------------------- |
| Président du Conseil des ministres | Le duc de Richelieu | Armand-Emmanuel du Plessis, duc de Richelieu |

### Ministères
| Fonction                              | Image                          | Nom                                                                                    |
| ------------------------------------- | ------------------------------ | -------------------------------------------------------------------------------------- |
| Ministre des Affaires étrangères      | Le baron Pasquier              | Étienne-Denis, baron Pasquier                                                          |
| Ministre des Finances                 | Le comte Roy                   | Antoine, comte Roy                                                                     |
| Ministre de l’Intérieur               | Le comte Siméon                | Joseph Jérôme, comte Siméon                                                            |
| Ministre de la Justice                | Le comte de Serre              | Hercule, comte de Serre                                                                |
| Ministre de la Marine et des Colonies | Le baron Portal                | Pierre-Barthélémy d'Albarèdes, baron Portal                                            |
| Ministre de la Guerre                 | Le général de La Tour-Maubourg | Victor de Fay, marquis de Latour-Maubourg                                              |
| Ministre de la Maison du Roi          | Le marquis de Lauriston        | Jacques Alexandre Law, marquis de Lauriston (du 1er novembre 1820 au 14 décembre 1821) |
| Ministre sans portefeuille            | Le comte de Corbière           | Jacques-Joseph, comte de Corbière (du 20 février 1820 au 14 décembre 1821)             |
| Ministre sans portefeuille            | Le vicomte Lainé               | Joseph-Henri-Joachim, vicomte Lainé (du 20 février 1820 au 14 décembre 1821)           |
| Ministre sans portefeuille            | Le comte de Villèle            | Joseph, comte de Villèle (du 21 décembre 1820 au 14 décembre 1821)                     |

### Sous-secrétariats d’État
| Fonction                                       | Image                | Nom                                                                           |
| ---------------------------------------------- | -------------------- | ----------------------------------------------------------------------------- |
| Sous-secrétaire d’État à la Justice            | Le comte Portalis    | Joseph-Marie, comte Portalis (du 21 février 1820 au 14 décembre 1821)         |
| Sous-secrétaire d’État aux Affaires étrangères | Le comte de Rayneval | Maximilien Gérard, comte de Rayneval (du 17 octobre 1820 au 14 décembre 1821) |

## Contexte et fin du gouvernement
Richelieu, sollicité par le comte d'Artois, accepte de reprendre la direction du ministère en conservant à ses côtés des modérés : le comte Siméon, Serre et Pasquier. Mais il est désormais prisonnier d'une extrême-droite qui s'est mobilisée, en particulier dans la France du Midi. Celle-ci obtient le vote d'un ensemble de lois répressives. Une loi suspend la liberté individuelle en autorisant la détention sans jugement des personnes prévenues de complot contre le roi. La presse, première visée par la campagne des ultras, est soumise à l'autorisation préalable et à la censure. L'université est mise sous surveillance. Dans un climat de tension extrême provoqué par des émeutes dans lesquelles un étudiant, Lallemand, a été tué le 4 juin, la loi du double vote est votée le 29 juin 1820 par une majorité de droite. Elle ajoute aux 258 députés élus au scrutin d'arrondissement, 172 nouveaux sièges attribués par des collèges électoraux composés des électeurs les plus imposés, en proportion du quart, et siégeant au chef-lieu de département. Ces électeurs, qui font déjà partie des collèges d'arrondissement, ont donc un double vote. La fraction la plus riche de l'aristocratie se voit dotée d'un pouvoir accru pour orienter la politique.
Les droites, unies dans un climat d'exaltation et de peur qui plonge le camp libéral dans le désarroi, obtiennent un succès électoral significatif renforcé par les pressions sur le corps électoral. Sur les 172 nouveaux sièges, les libéraux n'en obtiennent que 16. Et 75 membres de la Chambre introuvable retrouvent leur siège. Ce succès de la droite contraint rapidement Richelieu à laisser le gouvernement aux amis du comte d'Artois. Villèle lui succède à la tête du gouvernement et aux Finances en décembre 1821.